# يونايتد 93
يوناتيد 93 (بالإنجليزية: United 93)‏ هو فيلم دراما صدر في 2006 من إخراج وتأليف بول غرينغراس، يؤرخ الأحداث التي وقعت على متن يونايتد ايرلاينز الرحلة رقم 93، التي اختطفت خلال هجمات 11 سبتمبر. الفيلم يحاول إظهار الحقائق الصحيحة بقدر المستطاع (هناك بعض الخيال كان لا بد من استخدامه). وفقاً لصناعه، الفيلم تم عمله بالتعاون مع جميع عائلات ضحايا الرحلة.
عرض الفيلم في 26 أبريل، 2006 في مهرجان تريبيكا السينمائي في مدينة نيويورك، والذي أقيم للاحتفال بمدينة نيويورك كمركز رئيسي في صناعة الأفلام والمساهمة في الانتعاش على المدى الطويل للجزء الجنوبي من منهاتن (موقع الهجوم). العديد من أسر الضحايا قاموا بحضور العرض الأول لإظهار دعمهم للفيلم.
افتتح الفيلم في دور عرض أمريكا الشمالية في 28 أبريل، 2006. عشرة بالمئة من عائدات الفيلم في الأيام الثلاثة الأولى من عرضه تم التبرع بها لإنشاء نصب تذكاري لضحايا الرحلة 93. وصلت عائدات يونايتد 93 إلى 31.4 مليون $ في الولايات المتحدة و76.3 مليون $ عالمياً. الفيلم كان واحد من أعلى الأفلام تقييماً في 2006 من قبل النقاد. ترشح الفيلم لجائزتي أوسكار عند مهرجان توزيع جوائز الأوسكار التاسع والسبعين وهي أفضل مخرج وأفضل مونتاج، كما ترشح لستة جوائز BAFTA وربح اثنان لأفضل مخرج وأفضل مونتاج.

## روابط خارجية
- الموقع الرسمي
- يونايتد 93 على موقع IMDb (الإنجليزية)
- يونايتد 93 على موقع ميتاكريتيك (الإنجليزية)
- يونايتد 93 على موقع روتن توميتوز (الإنجليزية)
- يونايتد 93 على موقع نتفليكس (الإنجليزية)
- يونايتد 93 على موقع قاعدة بيانات الأفلام العربية
- يونايتد 93 على موقع ألو سيني (الفرنسية)
- يونايتد 93 على موقع Turner Classic Movies (الإنجليزية)
- يونايتد 93 على موقع أول موفي (الإنجليزية)
- يونايتد 93 على موقع بوكس أوفيس موجو (الإنجليزية)
- يونايتد 93 على موقع فيلمافينيتي (الإسبانية)